# Tricentra flavitornata
Tricentra flavitornata är en fjärilsart som beskrevs av Louis Beethoven Prout 1922. Tricentra flavitornata ingår i släktet Tricentra och familjen mätare. Inga underarter finns listade i Catalogue of Life.